# Aulostomidae
Aulostomus, del griego clasico αὐλός (aulós), "tubo", y στόμα (stóma), "boca", es el único género de peces marinos de la familia Aulostomidae, incluidos en el orden Syngnathiformes. Comúnmente se denominan peces trompeta, y están distribuidos por aguas tropicales del Atlántico, Índico y Pacífico.
Su nombre procede del griego: aulos (flauta) + stoma (boca), por la forma tan alargada de su boca.
Aparecen por primera vez en el registro fósil en el Eoceno inferior, durante el Paleógeno (era Cenozoica).

## Morfología

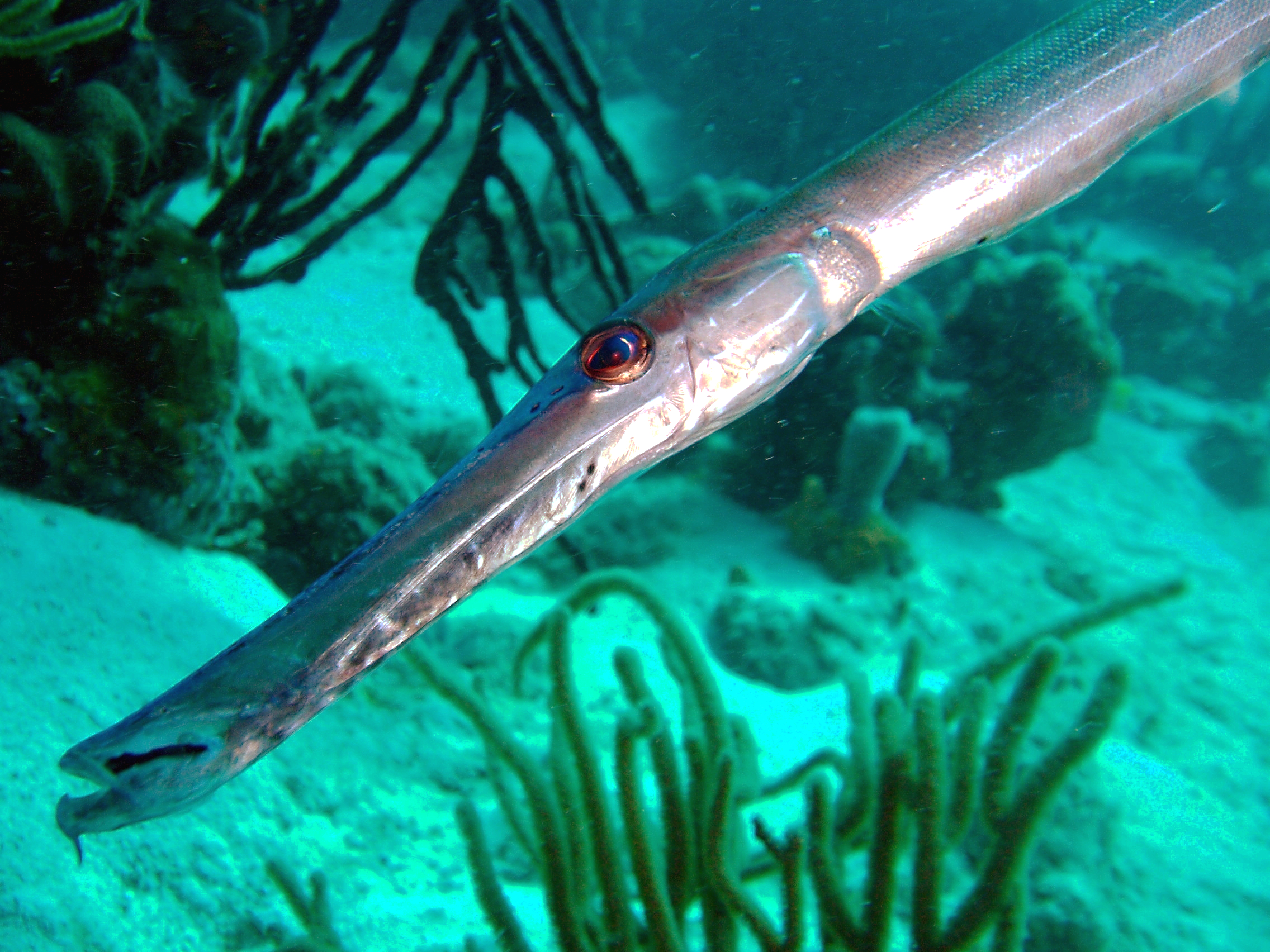
Detalle de la boca de una trompeta pintada (A. maculatus).

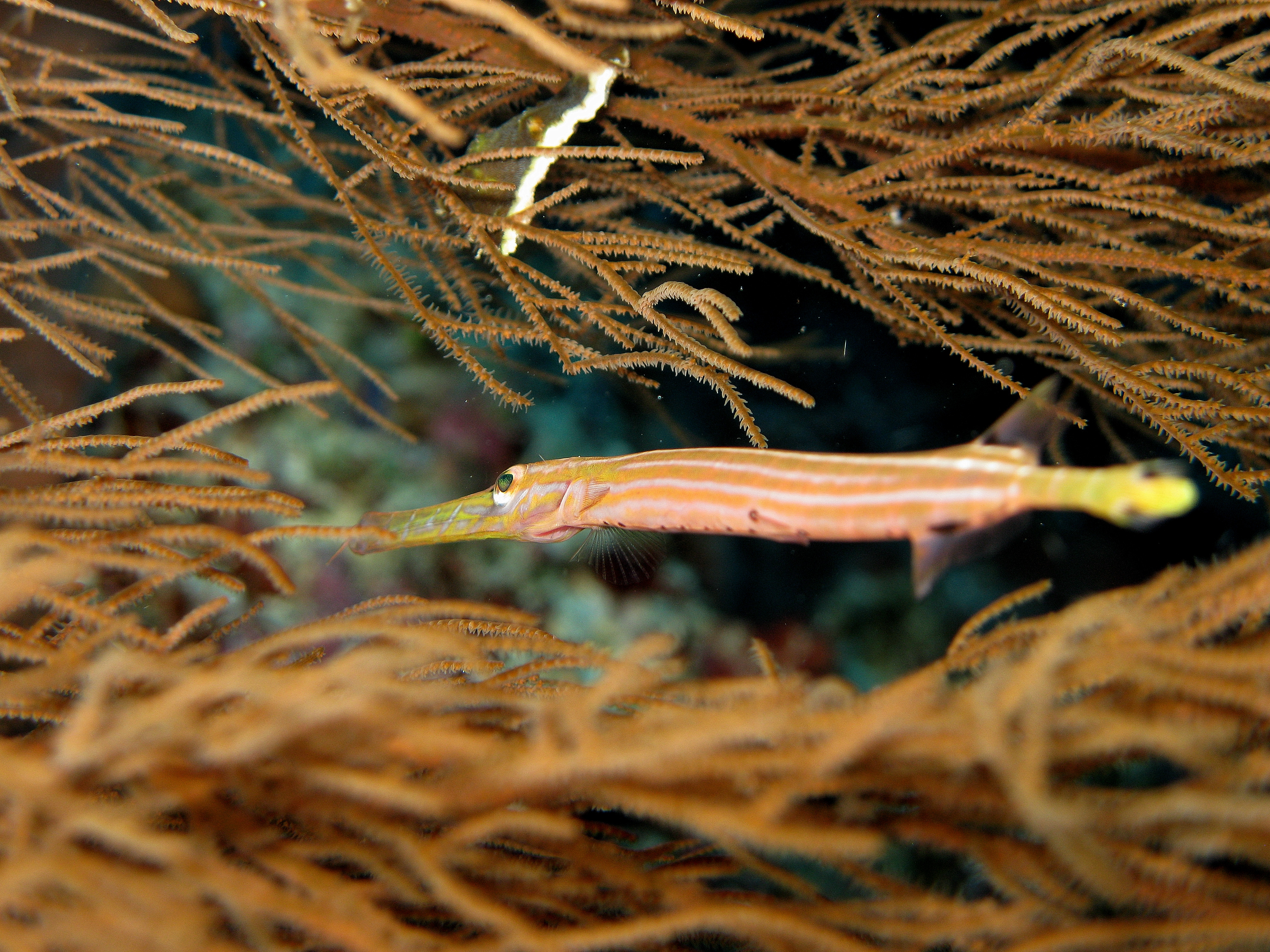
Trompeta china (A. chinensis).

Tienen el cuerpo comprimido y muy alargado, con una longitud máxima registrada de 100 cm, piel con escamas; la mandíbula inferior con barbas carnosas en la punta; bien desarrollada la línea lateral; la musculatura del cuerpo está soportada por postes óseos que parecen entrelazados, con unas 60 vértebras.
Tienen una serie de 8 a 12 espinas dorsales aisladas precediendo a la aleta dorsal conteniendo 23 a 28 radios blandos; aleta anal con 25 a 28 radios blandos; las aletas pélvicas están situadas muy lejos del ano; la aleta caudal es redondeada.

## Hábitat y modo de vida
Usualmente se les encuentra sobre arrecifes junto a grandes peces herbívoros o en orientación vertical con la cabeza boca-abajo, esperando así camuflados entre algas para emboscar a pequeños peces y crustáceos.

## Especies
Existen sólo 3 especies en esta familia y género:
- Familia Aulostomidae:
  - Género Aulostomus:
    - Aulostomus chinensis (Linnaeus, 1766) - Pez trompeta china o Trompetero chino.
    - Aulostomus maculatus (Valenciennes, 1841) - Trompeta del Atlántico occidental, Trompeta pintada, Corneta o Trompetero.
    - Aulostomus strigosus (Wheeler, 1955) - Trompeta del Atlántico oriental, Trompeta africana.